# Epimecis funeraria
Epimecis funeraria là một loài bướm đêm trong họ Geometridae.